# Franca Orletti
Franca Orletti (Roma, 21 aprile 1949) è una linguista italiana, studiosa di sociolinguistica, di linguistica applicata e di pragmatica.

## Opere
- La conversazione diseguale, Carocci, Roma, 2000;
- (a cura di), Identità di genere nella lingua, nella cultura, nella società, Armando Editore, Roma, 2001;
- (a cura di), con Di Luzio A., S. Günthner, Culture in Communication. Analyses of intercultural situations, Benjamins, Amsterdam-Philadelphia, 2001;
- Scrittura e Nuovi media, Carocci, Roma, 2004;
- La sfida della multiculturalità nell’interazione medico-paziente, FrancoAngeli, Milano, 2013;
- Doctor-patient interaction and the challenge of multiculturality. Salute e Società, 1, 2013;
- (a cura di) Lingua, mediazione, interazione. L’immigrazione latino-americana in Italia, SILTA XLII,3, 2013.
- Mitigare i toni, Editori Riuniti Univ. Press, 2011.